# Jan Rolbiecki

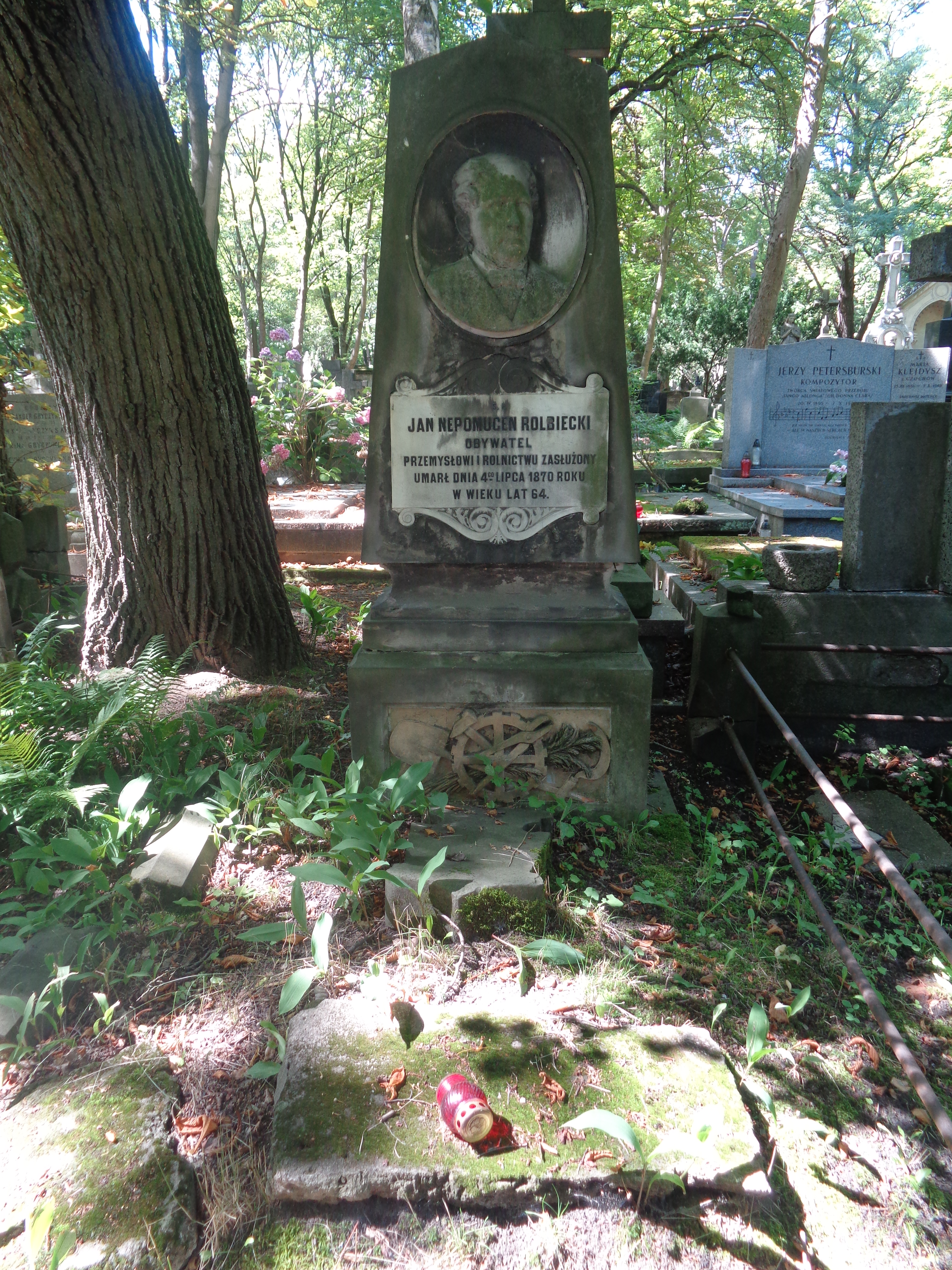
Grób Jana Nepomucena Rolbieckiego na Cmentarzu Powązkowskim

Jan Nepomucen Józef Pankracy Rolbiecki (ur. 12 maja 1806, w Grąbcu, zm. 4 lipca 1870, w Warszawie) – polski konstruktor maszyn rolniczych.

## Życiorys
Był synem Adama i Joanny z domu Karwat, małżonków Rolbieckich. Od 1840 dzierżawił rządową ekonomię w Broku nad Bugiem w powiecie Ostrów Mazowiecka, gdzie założył tartak i niedużą fabrykę maszyn i narzędzi rolniczych. W 1855 nabył od ziemianina Józefa Jakuszczyka projekt żniwiarki nożycowej i po licznych ulepszeniach zgłosił ją jako własny wynalazek (o nazwie „Polka”) w Towarzystwie Rolniczym w Warszawie. Uzyskał 5-letni patent i rozpoczął w 1855 seryjną produkcję w nowej fabryce na warszawskiej Pradze. Zajmował się także ulepszaniem i konstruowaniem innych urządzeń. Produkcji „Polki” zaprzestał w 1865 ze względu na skromne możliwości.
Publikował na łamach „Gazety Rolniczo-Przemysłowej”, m.in. Wiadomość o fabryce budowli drewnianych w Broku (1853, nr 36), Młocarnia parokonna i ręczna wyrobu brokowskiego (1855, nr 3), Młocarnia i deptak nowej konstrukcji (1854, nr 31, 39, 65, 84, 88). Należał do Warszawskiego Towarzystwa Dobroczynności. Zmarł po długiej chorobie, został pochowany na Powązkach (kwatera B-3-24). Wkrótce po jego śmierci upadła fabryka na Pradze, wytwórnia w Broku przetrwała do końca XIX w.
Był żonaty z Józefą z Łasowskich, miał syna Władysława (ur. 1841, zm. 1914).